# Villa Beylon

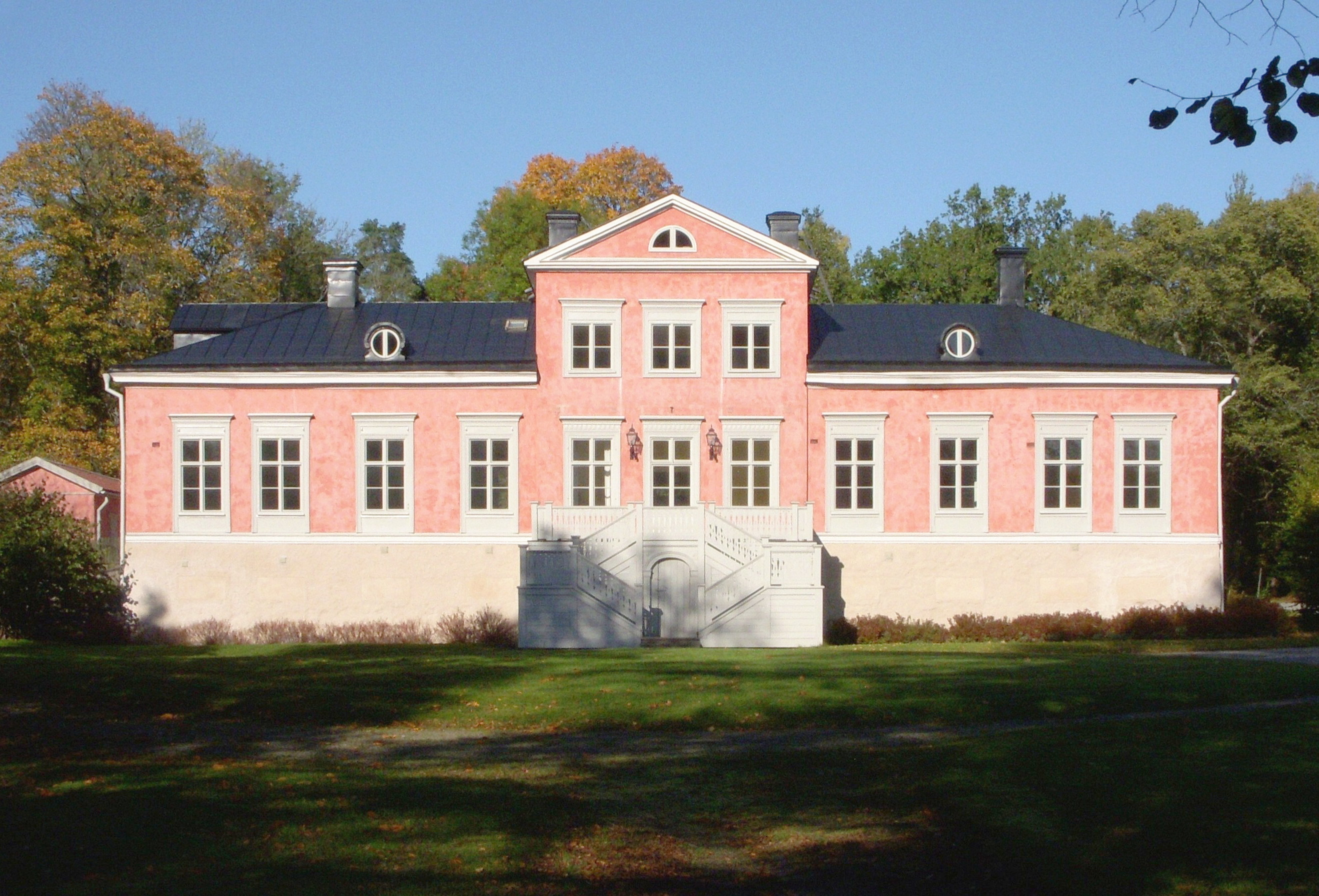
Villa Beylon, fasad mot syd, 2011.

Villa Beylon (även Beylonshof) är en villa belägen i Ulriksdals slottspark i Solna kommun, uppförd 1803 intill Ulriksdals slottsteater. Byggnaden är en rosaputsad tegelbyggnad, cirka 400 kvadratmeter stor, i ett plan med två flyglar mot norr. Byggnaden har sadeltak, på huvudbyggnaden valmat. Villa Beylon är sedan 1935 ett statligt byggnadsminne.

## Historik och ägarlängd

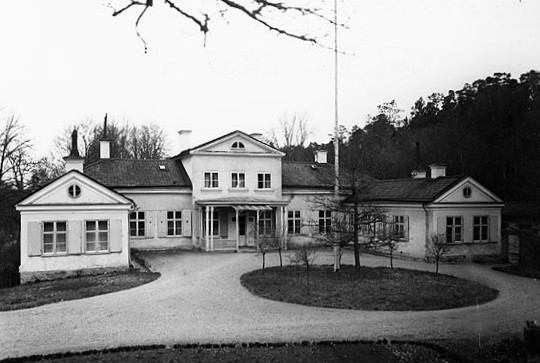
Villa Beylon, fasad mot norr, före 1969.

Den fanns en tidigare byggnad på platsen som sannolikt uppfördes på 1660-talet som ett fasaneri vars verksamhet hade flyttats från en numera riven fasangård som låg söder om "Fasanbyggnaden", som ligger nordväst om Villa Beylon. 1729 flyttades verksamheten till Fasanbyggnaden, på 1740-talet flyttade fasaneriet återigen till det som nu är Villa Beylon, och 1766 flyttade fasaneriet nära sitt ursprungliga ställe, där verksamheten fortsatte fram till 1776.     
Villan har fått sitt namn efter den schweiziske lektören Jean Francois Beylon som var vän och rådgivare till Gustav III och Lovisa Ulrika. Han erhöll en byggnad på slottsområdet 1772 som en gåva från kungen. Huset bestod av en envåningsbyggnad med stall och vagnshus samt en fristående köksbyggnad. Kring bostaden anlades även en mindre trädgård och park. Byggnaden revs när Beylon avled några år senare, och den nuvarande byggnaden uppfördes 1802–1803 av överdirektören M.F. Stübing. 
Från 1810 till 1836 hyrdes byggnaden av den ryske ambassadören Peter van Suchtelen. van Suchtelen lät anlägga en engelsk park med små romantiska byggnader på fastigheten. I början av 1900-talet var villan hem för överkammarherre Gustaf Celsing och senare för hovmarskalken Erik Wetter. 1974–2006 bodde prinsessan Christina i villan med sin familj. Sedan 2014 bor Michael Storåkers i villan.
Statens fastighetsverk förvaltar fastigheten och ståthållarämbetet har dispositionsrätten och väljer hyresgäster. 2009–2010 renoverades villan.